# Ewa (Pawłowa)
Ewa, imię świeckie: Akilina Wasiliewna Pawłowa (ur. 10 lipca 1879 w Issie – zm. 27 sierpnia 1937 w Czymkencie) – rosyjska mniszka prawosławna, nowomęczennica.
Urodziła się w rodzinie chłopskiej. Miejsce i czas złożenia przez nią wieczystych ślubów zakonnych nie jest znane. Najprawdopodobniej najpóźniej w latach 20. XX wieku Ewa (Pawłowa) otrzymała godność igumenii i została przełożoną monasteru Trójcy Świętej w Penzie. W końcu lat 20. monaster ten został zlikwidowany, zaś jedyna z jego cerkwi, którą nadal użytkowali prawosławni, trafiła do zwolenników ruchu Żywej Cerkwi. Ihumenia Ewa opuściła wówczas Penzę. W 1929 została aresztowana we wsi Bałki, oskarżona o prowadzenie agitacji kontrrewolucyjnej i skazana na ośmioletnią zsyłkę do Kazachstanu. Po trzech latach odbywania kary została przedterminowo zwolniona. Udała się wówczas do Moskwy, gdzie została przełożoną monasteru Świętego Spotkania. Po jego likwidacji została ponownie zmuszona do wyjazdu do Czymkentu. Założyła tam nielegalną żeńską wspólnotę monastyczną, której duchowymi opiekunami byli zesłani biskupi: były metropolita lenigradzki Józef (Pietrowych) oraz były biskup rostowski Eugeniusz (Kobranow).
23 czerwca 1937 ihumenia Ewa została aresztowana ponownie i oskarżona o przynależność do kontrrewolucyjnej organizacji założonej przez prawosławne duchowieństwo. Razem z nią uwięzieni zostali metropolita kazański i swiżajski Cyryl (Smirnow), metropolita Józef (Pietrowych), biskup Eugeniusz (Kobranow), arcybiskup omski Aleksy (Orłow), schiarchimandryta Eleuteriusz (Pieczennikow), mniszka Eudoksja (Pieriewoznikowa), mniszka Maria (Rykowa), hieromnich Hilarion (Curikow), hieromnich Jan (Łaba), grupa białych duchownych i świeckich oraz biskup Żywej Cerkwi Michał (Nikołajew). Ihumenia Ewa została oskarżona o prowadzenie agitacji kontrrewolucyjnej, do czego nie przyznała się. 23 sierpnia 1937 została skazana na śmierć przez rozstrzelanie, zaś cztery dni później stracona razem z 11 innymi osądzonymi w tym samym procesie. Egzekucja miała miejsce w pobliżu Czymkentu, zaś miejsce pochówku skazanych nie jest znane.
5 czerwca 1958 została zrehabilitowana razem z pozostałymi skazanymi w tej samej sprawie. W sierpniu 2000 kanonizowana jako jedna z Soboru Świętych Nowomęczenników i Wyznawców Rosyjskich.